# Tor Erik Moen
Tor Erik Moen (Namsos, 3 ottobre 1983) è un ex calciatore norvegese, di ruolo centrocampista.

## Carriera

### Club
Moen ha cominciato la carriera nelle giovanili del Namsos, per poi entrare in quelle del Rosenborg. In vista del campionato 2003 è stato aggregato in prima squadra, ma nella sessione estiva del calciomercato è stato ceduto allo Skeid con la formula del prestito.
Ha quindi esordito in 1. divisjon in data 28 settembre, subentrando a Mohammed Abdellaoue nel pareggio esterno per 2-2 contro l'Hødd. Ha disputato 5 partite in squadra in questa porzione di stagione, che lo Skeid ha chiuso all'8º posto finale.
Tornato al Rosenborg, è stato poi ceduto a titolo definitivo al Moss. Il 12 aprile 2004 ha effettuato il proprio debutto in squadra, schierato titolare nel pareggio a reti inviolate contro il Raufoss. L'8 agosto successivo ha realizzato il primo gol in 1. divisjon, nella vittoria per 4-0 sulla sua ex squadra dello Skeid.
Moen è rimasto al Moss fino al mese di luglio 2006, quando si è trasferito all'Haugesund. Ha esordito con questa maglia il 2 luglio, subentrando a Rafał Berliński nella vittoria per 0-2 in casa dell'Hødd.
Nel 2009, Moen si è trasferito al Vard Haugesund, in 2. divisjon. Nell'agosto dello stesso anno è stato ingaggiato dagli islandesi del Grindavík. Ha debuttato in Úrvalsdeild il 6 agosto, sostituendo Eysteinn Húni Hauksson Kjerúlf nella vittoria per 3-1 sul Valur. Ha totalizzato 8 presenze in squadra, senza realizzare alcuna rete.
Nel 2010 ha fatto ritorno in Norvegia per giocare nell'Hållingen, in 5. divisjon, sesto livello del campionato locale. L'anno successivo ha giocato invece nel Namsos, in 3. divisjon.
Moen è tornato poi al Moss in vista del campionato 2012. Nel corso del 2013 si è preso una pausa dal calcio per motivi lavorativi, ma nel 2014 ha ricominciato a giocare regolarmente per il Moss.
A gennaio 2017 è passato al Råde.

### Nazionale
Moen ha rappresentato la Norvegia a livello Under-16, Under-17, Under-19 e Under-20. Per quanto concerne la selezione Under-19, ha partecipato al campionato europeo 2002, che oltre a determinare la squadra vincitrice della rassegna continentale avrebbe qualificato le prime tre classificate al mondiale Under-20 2003. Moen ha giocato tutte e tre le partite della Norvegia nel torneo, in cui gli scandinavi sono stati eliminati alla fase a gironi.

## Statistiche

### Presenze e reti nei club
Statistiche aggiornate al 5 gennaio 2017.
| Stagione         | Club             | Campionato       | Campionato | Campionato | Coppe nazionali | Coppe nazionali | Coppe nazionali | Coppe continentali | Coppe continentali | Coppe continentali | Supercoppe | Supercoppe | Supercoppe | Totale | Totale |
| Stagione         | Club             | Comp             | Pres       | Reti       | Comp            | Pres            | Reti            | Comp               | Pres               | Reti               | Comp       | Pres       | Reti       | Pres   | Reti   |
| ---------------- | ---------------- | ---------------- | ---------- | ---------- | --------------- | --------------- | --------------- | ------------------ | ------------------ | ------------------ | ---------- | ---------- | ---------- | ------ | ------ |
| gen.-ago. 2003   | Rosenborg        | ES               | 0          | 0          | CN              | 0               | 0               | UCL+CU             | -                  | -                  | -          | -          | -          | 0      | 0      |
| ago.-dic. 2003   | Skeid            | 1D               | 5          | 0          | CN              | -               | -               | -                  | -                  | -                  | -          | -          | -          | 5      | 0      |
| 2004             | Moss             | 1D               | 24         | 4          | CN              | ?               | ?               | -                  | -                  | -                  | -          | -          | -          | 24+    | 4+     |
| 2005             | Moss             | 1D               | 29+2       | 6+0        | CN              | ?               | ?               | -                  | -                  | -                  | -          | -          | -          | 31+    | 6+     |
| gen.-lug. 2006   | Moss             | 1D               | 8          | 0          | CN              | ?               | ?               | -                  | -                  | -                  | -          | -          | -          | 8+     | 0+     |
| lug.-dic. 2006   | Haugesund        | 1D               | 9          | 0          | CN              | 1               | 0               | -                  | -                  | -                  | -          | -          | -          | 10     | 0      |
| 2007             | Haugesund        | 1D               | 25         | 6          | CN              | 6               | 2               | -                  | -                  | -                  | -          | -          | -          | 31     | 8      |
| 2008             | Haugesund        | 1D               | 13         | 0          | CN              | ?               | ?               | -                  | -                  | -                  | -          | -          | -          | 13+    | 0+     |
| Totale Haugesund | Totale Haugesund | Totale Haugesund | 47         | 6          |                 | 7+              | 2+              |                    | -                  | -                  |            | -          | -          | 54+    | 8+     |
| gen.-ago. 2009   | Vard Haugesund   | 2D               | ?          | ?          | CN              | ?               | ?               | -                  | -                  | -                  | -          | -          | -          | ?      | ?      |
| ago.-dic. 2009   | Grindavík        | UD               | 8          | 0          | CI+CdL          | ?               | ?               | -                  | -                  | -                  | -          | -          | -          | 8+     | 0+     |
| 2010             | Hållingen        | 5D               | ?          | ?          | -               | -               | -               | -                  | -                  | -                  | -          | -          | -          | ?      | ?      |
| 2011             | Namsos           | 3D               | ?          | ?          | CN              | ?               | ?               | -                  | -                  | -                  | -          | -          | -          | ?      | ?      |
| 2012             | Moss             | 2D               | ?          | ?          | CN              | ?               | ?               | -                  | -                  | -                  | -          | -          | -          | 24+    | 4+     |
| 2013             | Moss             | 2D               | ?          | ?          | CN              | ?               | ?               | -                  | -                  | -                  | -          | -          | -          | ?      | ?      |
| 2014             | Moss             | 2D               | ?          | ?          | CN              | ?               | ?               | -                  | -                  | -                  | -          | -          | -          | ?      | ?      |
| 2015             | Moss             | 2D               | ?          | ?          | CN              | ?               | ?               | -                  | -                  | -                  | -          | -          | -          | ?      | ?      |
| 2016             | Moss             | 2D               | ?          | ?          | CN              | ?               | ?               | -                  | -                  | -                  | -          | -          | -          | ?      | ?      |
| Totale Moss      | Totale Moss      | Totale Moss      | ?          | ?          |                 | ?               | ?               |                    | -                  | -                  |            | -          | -          | ?      | ?      |
| 2017             | Råde             | 4D               | ?          | ?          | CN              | ?               | ?               | -                  | -                  | -                  | -          | -          | -          | ?      | ?      |
| Totale           | Totale           | Totale           | ?          | ?          |                 | ?               | ?               |                    | -                  | -                  |            | -          | -          | ?      | ?      |